# Ludovico Scarfiotti

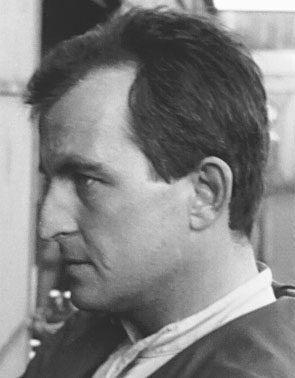
Ludovico Scarfiotti

Ludovico Scarfiotti (Turijn, 18 oktober 1933 - Berchtesgaden, 8 juni 1968) was een autocoureur uit Italië. Hij nam tussen 1963 en 1968 deel aan 12 Grands Prix Formule 1 weekeinden en startte 10 maal een wedstrijd voor de teams Ferrari, Cooper en Anglo American Racers. Hij behaalde hierin één overwinning, zijn thuisrace in 1966, waarmee hij tot nu toe de laatste Italiaan is die zijn thuisrace heeft gewonnen. Verder behaalde hij één snelste ronde en 17 WK-punten.

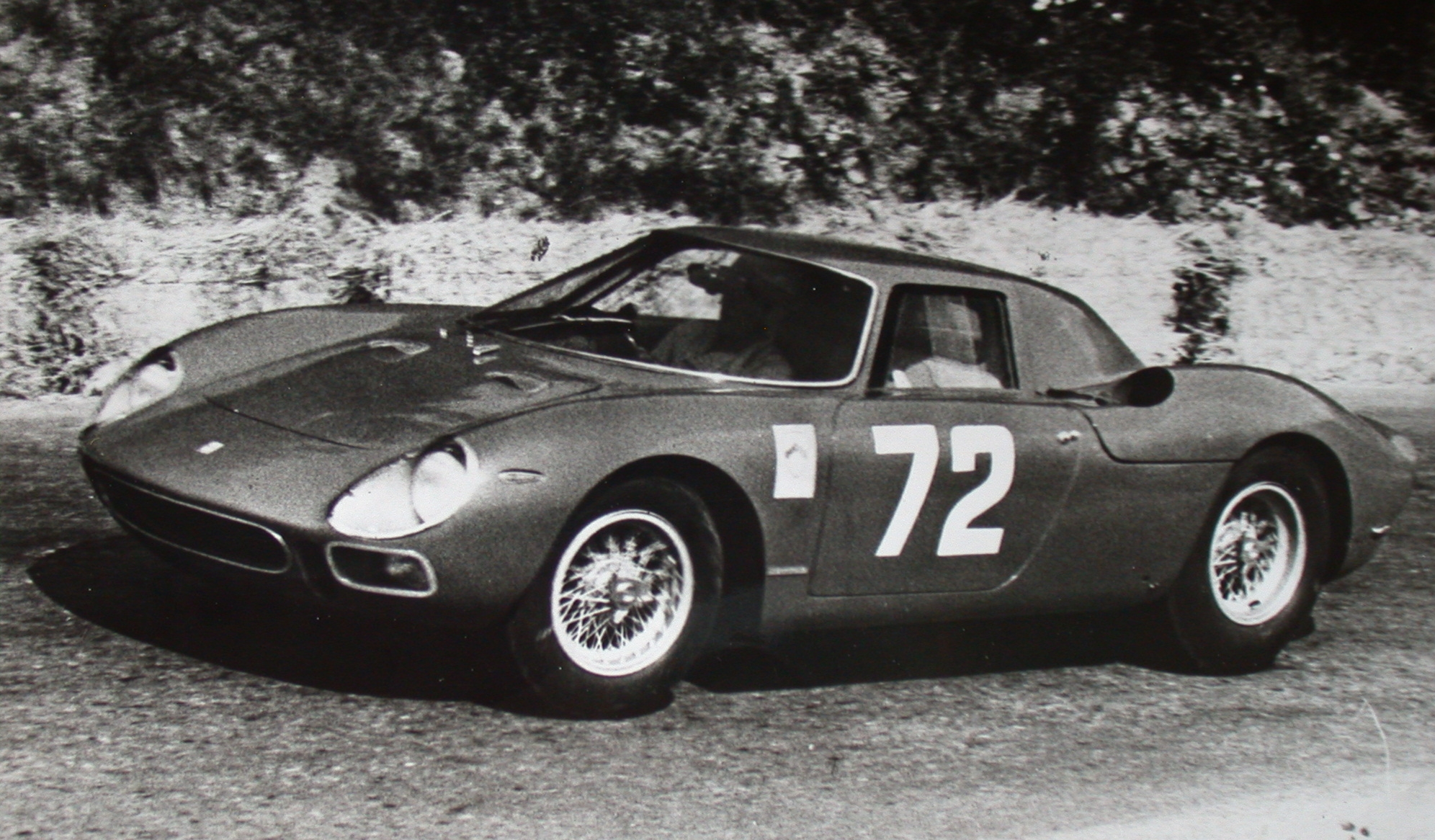
Scarfiotti winnaar van de heuvelklim in Sierra Montana Crans in 1964 in Scuderia Filipinetti's in een Ferrari 250 LM